# Erich Becht
Erich Becht (* 20. Januar 1926 in Frankfurt am Main; † 21. Juni 2017 in Buchholz) war ein deutscher Jazz- und Unterhaltungsmusiker (Piano, Arrangement, Orchesterleiter), Produzent und Schlagerkomponist. Er arbeitete auch unter dem Pseudonym Georg Schatz und gemeinsam mit Wolfgang Neukirchner unter dem Sammelpseudonym Adolf von Kleebsattel.

## Leben und Wirken
Becht, der zunächst Klavierunterricht hatte, arbeitete 1946 als Pianist bei Rudi Kapitän und wechselte 1948 zu Kurt Edelhagen, bei dem er bis 1950 blieb, um dann selbstständig zu arrangieren. Einige seiner frühen Arrangements wie Unison Bop, Percussion in Bop oder Bolero in Bop gelten als Meilensteine des deutschen Bigband-Jazz. Er schrieb weiterhin gelegentlich für Edelhagen, für die German All Stars (Gondel Riff, Festival Riff, 1953), für Heinz Schönberger und für Toots Thielemans, wendete sich aber hauptsächlich der Unterhaltungsmusik zu. Er war für Caterina Valente, Bill Ramsey und Ralf Bendix tätig, später dann für Eberhard Hertel, für Heino, für Marianne und Michael und für Maria & Margot Hellwig. Auch arbeitete er für den Film.
Mit Arrangements wie Ich will ’nen Cowboy als Mann (für Gitte), und Kompositionen wie Blau blüht der Enzian oder So schön ist Volksmusik erhielt er 15 goldene Schallplatten und eine Platin-Schallplatte. Becht wurde zudem mit der Hermann-Löns-Medaille geehrt; eine Goldene Europa erhielt er mit Heino.

## Lexikalische Einträge
- Jürgen Wölfer: Jazz in Deutschland. Das Lexikon. Alle Musiker und Plattenfirmen von 1920 bis heute. Hannibal, Höfen 2008, ISBN 978-3-85445-274-4.